# Enchantress Rocks
Enchantress Rocks är en kulle i Antarktis. Den ligger i Sydshetlandsöarna. Argentina, Chile och Storbritannien gör anspråk på området.
Terrängen runt Enchantress Rocks är lite kuperad. Havet är nära Enchantress Rocks söderut. Trakten är obefolkad. Det finns inga samhällen i närheten. 